# Trochoideus microphthalmus
Trochoideus microphthalmus là một loài bọ cánh cứng trong họ Endomychidae. Loài này được Wasmann miêu tả khoa học năm 1922.